# Otto Bockshammer

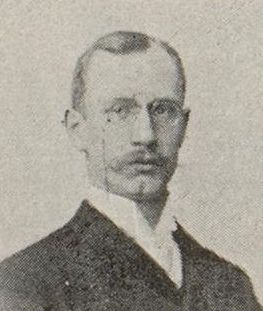
Otto Bockshammer

Otto Bockshammer (* 9. April 1868 in Stuttgart; † 27. März 1957 in Ludwigsburg) war ein württembergischer Verwaltungsjurist und Oberamtmann.

## Leben
Bockshammer war der Sohn eines Arztes. Er legte 1886 sein Abitur am Stuttgarter Eberhard-Ludwigs-Gymnasium ab, leistete unmittelbar danach seinen Militärdienst als Einjährig-Freiwilliger ab und studierte anschließend von 1887 bis 1892 Rechts- und Staatswissenschaften in Tübingen und Leipzig. 1887 wurde er Mitglied der Tübinger Studentenverbindung Akademische Gesellschaft Stuttgardia. 1895 wurde er promoviert, und 1893 und 1894 legte er die 1. und 2. höhere Verwaltungsdienstprüfung ab.
Seine Amtslaufbahn begann Bockshammer 1895 als Staatsassistent, von 1896 bis 1899 war er stellvertretender Amtmann zunächst im Oberamt Heidenheim, dann in der Stadtdirektion Stuttgart, wo er 1899 Amtmann wurde. Er arbeitete dann in der Landesversicherungsanstalt Württemberg, in der Zentralstelle für Gewerbe und Handel sowie im Innenministerium in Stuttgart. 1903 wurde er zum Regierungsassessor ernannt und zum Reichsamt des Innern nach Berlin abgeordnet. 1905 kehrte er ins Innenministerium nach Stuttgart zurück, bevor er 1906 Oberamtmann im Oberamt Tettnang wurde. 1909 gründete Bockshammer den Bezirksverband der Oberschwäbischen Elektrizitätswerke (OEW), dem er bis 1917 auch vorstand. 1914 erhielt Bockshammer den Titel und den Rang eines Regierungsrates. Von 1914 bis 1915 leistete er Kriegsdienst. 
Ab 1915/17 bekleidete Bockshammer das Amt eines Kollegialrats bei der Regierung des Neckarkreises in Ludwigsburg. 1921 wurde er zum Oberregierungsrat ernannt und trat als Berichterstatter ins württembergische Oberversicherungsamt ein. Nach Auflösung der Kreisregierungen in Württemberg versetzte man Bockshammer zum 1. April 1924 in den einstweiligen Ruhestand. Ab Mai 1924 arbeitete er in der Ministerialabteilung für Bezirks- und Körperschaftsverwaltung, wo er später Oberregierungsrat und stellvertretender Abteilungsvorstand wurde. Ab 1932 war Bockshammer zugleich Mitglied des Dienststrafhofs Stuttgart. 1933 trat er in die NSDAP ein. Zum 31. Juli 1933 wurde er in den Ruhestand versetzt. 1942 wurde er noch einmal reaktiviert als Oberregierungsrat auf Widerruf im Landratsamt Ludwigsburg.

## Auszeichnungen
- 1909 Ritterkreuz 1. Kl. Orden vom Zähringer Löwen
- 1910 Offizierskreuz des österreichisch-ungarischen Franz-Joseph-Ordens
- 1911 silberne Hochzeitsmedaille
- 1923 Ehrenbürger der Stadt Biberach
- 1925 Wilhelmskreuz
- 1925 preußisches Verdienstkreuz für Kriegshilfe
- 1944 Kriegsverdienstkreuz 2. Kl.